# Moș Crăciun cu mușchi
Moș Crăciun cu mușchi (titlu original: Santa with Muscles) este un film de Crăciun american din 1996 regizat de John Murlowski. Rolurile principale au fost interpretate de actorii Hulk Hogan, Ed Begley Jr. și Don Stark.  Filmul a fost lansat timp de două săptămâni în cinematografe; a avut numeroase critici negative  și a apărut în unele liste de filme considerate cele mai proaste.

## Prezentare
Blake Thorn (Hulk Hogan) a ajuns milionar prin vânzarea de suplimente și echipamente pentru culturism. Într-o zi este urmărit de poliție până într-un mall unde se ascunde într-un costum de Moș Crăciun. După ce alunecă și se lovește la cap, are  amnezie  și începe să creadă că este adevăratul Moș Crăciun. Între timp, omul de știință nebun Ebner Frost încearcă să preia un orfelinat pentru a avea acces la cristalele magice de sub pământ. Cu toate acestea, Blake reușește să salveze copiii din orfelinat. 

## Distribuție
- Hulk Hogan - Blake Thorn
- Don Stark - Lenny
- Robin Curtis - Leslie
- Garrett Morris - Clayton
- Aria Curzon - Elizabeth
- Adam Wylie - Taylor
- Mila Kunis - Sarah
- Clint Howard - Hinkley
- Steve Valentine - Dr. Blight
- Ed Begley, Jr. - Ebner Frost
- William Newman - Chas